# 狮岭镇
狮岭镇，是中华人民共和国广东省广州市花都区下辖的一个乡镇级行政单位。位于花都區西北部，北靠清遠。轄區總面積160平方公里，下轄2個社區25個村。總人口18萬人，其中外來人口近10萬人。鎮內有盤古王廟、省級芙蓉旅游度假區等旅游景區。107國道、廣清高速公路、京廣鐵路貫穿全鎮。2004年全境國內生産總值爲23.6億元。
2002年，獅嶺鎮先後被中國輕工業聯合會和中國皮革協會聯合授予“中國皮具之都”稱號，被廣東省、廣州市確定爲首批中心鎮村建設試點單位、花都片區副中心和以皮革皮具爲主的專業化生産和貿易基地。目前，獅嶺鎮已形成集皮具設計、生産、加工、銷售、運輸、資訊交流相配套的产业集群體系，成爲了全國最大的皮具生産銷售中心和皮具原鋪材料集散地。獅嶺的皮具産品份額占廣州市60%，占廣東省35%，皮革皮具交易總量爲全國第一；中國最大的皮革皮具專業批發市場——獅嶺（國際）皮革皮具城，已建成四期工程2800間商鋪，每天交易額超過200萬歐元。
2013年12月2日，广东省民政厅批复同意广州市调整花都区部分行政区划，调整后，狮岭镇管辖联星村、马岭村、中心村、西头村、义山村、军田村、前进村、振兴村、联合村、益群村、合成村、新扬村、旗新村、新民村、新庄村、瑞边村、集贤村、狮岭社区、旗岭社区，总面积136.31平方公里，镇人民政府驻东升中路83号（原狮岭镇人民政府驻地）。

## 行政区划
狮岭镇下辖以下地区：
狮岭社区、旗岭社区、联星村、马岭村、中心村、西头村、义山村、军田村、前进村、振兴村、联合村、合成村、益群村、新扬村、旗新村、新民村、新庄村、瑞边村和集贤村。

## 交通
- 京广铁路：军田站
- 广清城际：狮岭站

## 皮具产业
2012年，中国皮具产业文化创意园项目开始策划并启动建设。该项目通过改造、升级原有箱包产业基地中的一个知名品牌工厂，参照国家旅游局4A级旅游景区标准建设，目前包含国皮具箱包文化广场、皮具箱包时尚发布中心、皮具箱包电子商务区、聚包包品牌体验馆、皮具箱包博物馆、聚包包皮具创意社区、皮具箱包人才培训基地、皮具箱包专业人才市场、大学生创新创意创业基地、皮具文化园酒店式公寓等十大功能区。